# Chicago Black Renaissance
Il Chicago Black Renaissance è stato un movimento creativo nato a Chicago, che si è sviluppato tra gli '30 e '50, sulla scia dell'Harlem Renaissance. Il movimento ha generato un imponente fiorire di arti, letteratura, teatro, musica basata sull'intellettualismo afroamericano.
Il movimento era caratterizzato dalla partecipazione di vari gruppi di attiviste nere, tra cui scrittrici e attrici, assistenti sociali, artiste, insegnanti e membri di club femminili. Insieme, queste donne si sono impegnate per promuovere la storia e la letteratura nera. A seguito del loro attivismo hanno svolto un ruolo fondamentale nel fondare e sostenere istituzioni culturali nere, come per esempio il primo museo d'arte afroamericana del paese; la prima biblioteca afroamericana a Chicago; e varie riviste e quotidiani letterari afroamericani.
Durante la Grande migrazione afroamericana, che portò decine di migliaia di afroamericani nel South Side di Chicago: scrittori, artisti e leader della comunità afroamericana iniziarono a promuovere l'orgoglio razziale e una nuova coscienza nera, simile a quella dell'Harlem Renaissance.
Al movimento avevano aderito scrittori afroamericani come Richard Wright, Margaret Walker, Gwendolyn Brooks, Arna Bontemps e Lorraine Hansberry, musicisti fra i quali Thomas A. Dorsey, Louis Armstrong, Earl Hines e Mahalia Jackson e gli artisti William Edouard Scott, Elizabeth Catlett, Katherine Dunham, Charles Wilbert White, Margaret Burroughs, Charles C. Dawson,  Archibald John Motley ed Eldzier Cortor.